# Museum für zeitgenössische Kunst Isfahan
Das Museum für zeitgenössische Kunst Isfahan (persisch موزه هنرهای معاصر اصفهان, muzɛ jɛ honæɾhɑ jɛ moɑsɛɾ ɛ ɛsfɑhɑn) Das Museum einem aus der Safawiden-Ära. Während der Kadscharen-Zeit wurden am Gebäude Änderungen durchgeführt. Das Gebäude wurde mit Stuckformen, hauptsächliches kadscharischer Architektur, dekoriert. Etliche Malereien weisen Themen wie „Blumen in Vasen“ auf. Die Abgrenzung ist möglich, da Vasen während der Safawiden-Zeit als Motiv keine Rolle spielten.